# بيل مادن
بيل مادن (بالإنجليزية: Bill Madden)‏ هو صحفي أمريكي، ولد في 1946.